# Штрикман, Шмуэль
Шмуэль Штри́кман (21 октября 1930, Брест-над-Бугом — 11 ноября 2003, Израиль) — израильский физик, профессор Института Вейцмана, лауреат Премии Израиля.

## Биография
Родился в Бресте-над-Бугом в семье Абрама Штрикмана и Эстер Козловской, брат Натана Шарона, племянник Пинхаса Сапира. В 1934 эмигрировал вместе с семьёй в Палестину. Окончил среднюю школу «Геула» в Тель-Авиве. Во время Войны за независимость Израиля служил в авиации, участвовал в бомбардировках Газы.
Окончив Технион в 1954 году, начал работать в Институте Вейцмана (в 1967 году был назначен профессором института). В период с 1981 по 1982 год занимал должность заведующего кафедрой физики и электроники этого института. Он также вёл исследования и преподавал в Миннесотском, Пенсильванском и Калифорнийском университетах, Институте Франклина и Имперском колледже Лондона.
Среди многочисленных тем теоретической, прикладной и экспериментальной физики, которыми занимался Штрикман, центральное место занимали поведение элементарных частиц в магнитном поле, жидкие кристаллы и композитные строительные материалы. В этих темах он получил 15 изобретательских патентов. В 1957 году Штрикман издал работу, внесшую важный вклад в теорию хранения информации на магнитных носителях, а в начале 60-х годов заложил с Цви Хашином основы понимания характеристик композитных материалов. Именами Хашина и Штрикмана названы границы свойств в композитных материалах. В работах Штрикмана 1962—1968 годов предсказан ранее неизвестный оптический эффект — гиротропное двойное лучепреломление, экспериментально подтверждённый только в 80-е годы и с тех пор служащий для наблюдений за антиферромагнитными доменами. Он также внёс вклад в теорию фазовых переходов, в том числе трёхфазной лямбда-точки в магнитных материалах. В последние годы жизни Штрикмана его внимание привлекла внутренняя математическая структура дальневосточных языков, для работы над которой он выучил китайский и японский языки.
В 1994 году Шмуэль Штрикман был избран членом Национальной академии наук Израиля. В 2001 году был удостоен Премии Израиля по физике. Он также дважды становился лауреатом Премии безопасности Израиля за свой вклад в разработку систем обороны страны.
От Рахель Ходоровской у Шмуэля Штрикмана было трое детей — дочь Хадас (учёный-химик) и сыновья Илан и Йорам, ставшие инженерами. Штрикман скончался в 2003 году от рака.